# جزیره مردگان (رمان)
جزیره مردگان (به انگلیسی: Isle of the Dead) جلد سوم مجموعهٔ چهار جلدی «اژدهایان دلتورا»، اثر امیلی رودا (جنیفر روو) نویسنده استرالیایی است.